# 이누이트 종교

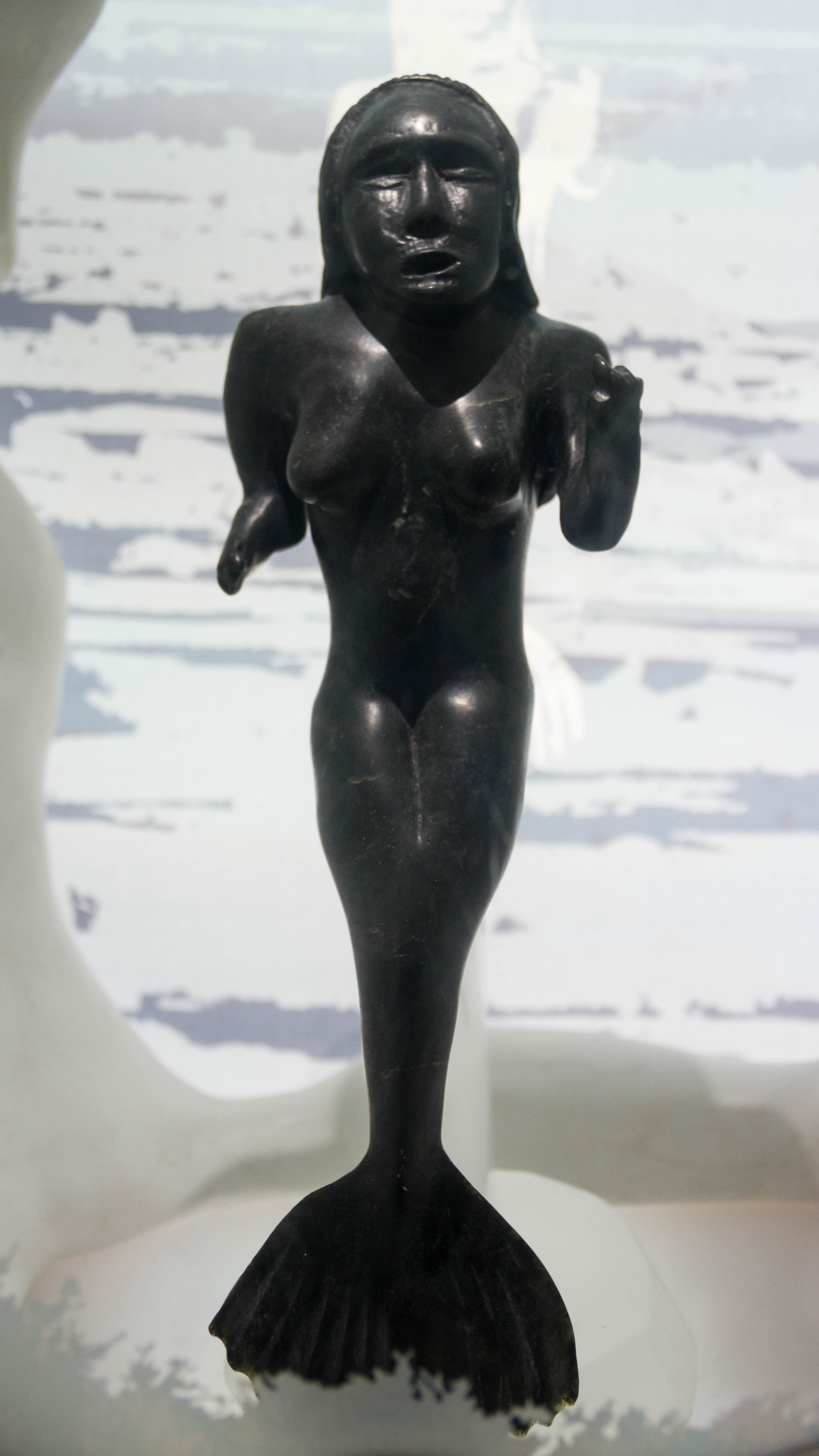
이누이트의 신 세드나

이누이트 종교는 알래스카, 캐나다, 시베리아 일부 및 그린란드의 토착민인 이누이트의 영적 신념과 관습이다. 이누이트의 전통적인 신앙에는 정령숭배와 샤머니즘이 있으며, 여기서 영적인 치료자는 영혼과 인간을 중재하는 역할을 한다. 오늘날 이들의 대다수가 기독교를 따르지만 전통적인 이누이트 정신은 아직도 구전으로 현대 이누이트 사회의 일부로 남아있다. 토착 신앙과 기독교 신앙의 이 균형을 이루는 이누이트는 종교적 혼합주의를 따른다.
이누이트 우주론은 세계와 그 안에 있는 사람들의 위치에 대해 이야기한다. 다음은 이를 뒷받침하는 이누이트계 캐나다 작가 레이첼 킥수알익-틴슬레(Rachel Qitsualik-Tinsley)의 말이다.
"이누이트 세계 (cosmos)는 어느 누구에게도 지배를 받지 않는다. 신적인 어머니나 아버지 상은 존재하지도 않고 바람의 신이나 태양을 창조한 자도 없다. 지금 이곳에 아이와 어른을 위한 벌은 없기에 내세에도 영원한 벌은 없다."
혹독한 북극 환경을 마주하고 살아가는 이누이트의 신앙 문화는 전통 이야기, 의식, 금기 등으로 구성되며 주로 곳곳에 도사리고 있는 위험에 대한 경고와 관련이 있다. 이런 관점은 이누이트의 신앙을 '종교' 또는 '믿음'이라 칭할 만한 것인가에 대한 의견을 내놓는다. 덴마크의 북극 탐험가 클루어 라스무센(Knud Rasmussen)의 가이드이자 안가쿡(angakkuq, 영적 치료사)인 아우아(Aua)는 이누이트 종교에 대해 "우리는 믿는 것이 아니라 두려워한다"고 대답했다. 아우아의 답은 작가들에 의해서 연구가 되었는데 이유는 이 영적치료자는 당시 기독교의 영향 아래에 있었고 후엔 기독교로 개종까지 했기 때문이다. 또한 이 작가들은 몇몇 이누이트 집단의 믿음을 분석했는데 (다른 여러 가지 중에서도) 두려움이 확산되지 않았다는 결론을 내렸다.

## 이누이트 무속신앙

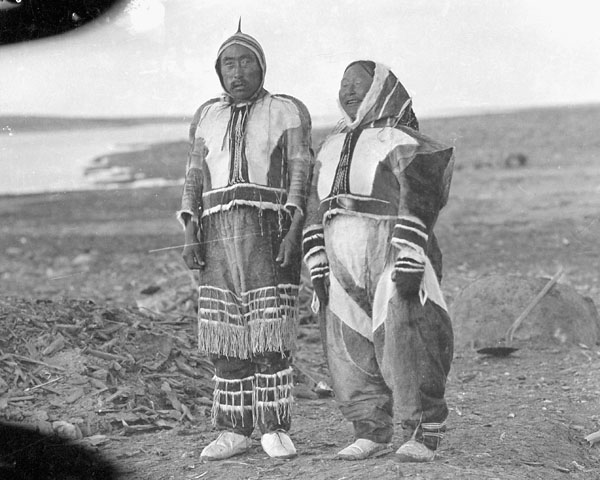
잌푸쿠악(Ikpukhuak)과 그의 앙가쿡(angatkuq, 주술사) 아내 히갈릭(얼음집)

이누이트 종교에서 주술사 (알래스카와 캐나다 북부의 이누이트어로 아낫쿡(anatquq) 또는 앙가쿡(angakkuq))는 중요한 종교 지도자, 상인, 치료자 역할을 한다. 이 무당들은 이야기 속에서는 신비하고 강력하며 초인적인 능력을 가진 인물로 묘사된다. 보통 주술사를 "의술인"로 부르는 것은 초기 탐험가와 사냥꾼의 잘못된 설명에서 나온 것으로 이는 이들의 원래 역할에 오해를 불러일으킨다는 주장이 있다.
사실 주술사에 대한 엄격한 정의는 없고 사회에서 그들이 갖는 정확한 역할이 없음에도 그들의 치유 능력에 대한 묘사는 보편적이다. 아픔에 "숨이나 바람을 불어 날려버리는" 주술사의 모습이 언급되는데 이에 대한 어떠한 행위나 방법은 명확하게 알려져 있지 않다. 이런 다양한 방법 속에서도 몇 가지 핵심 요소는 반복이 되는데, 예를 들면 누군가의 질병을 치료하거나 제거하려면 무당 자신의 능력에 능숙해야함은 물론이고 도움을 받는 사람의 믿음도 필요하다는 점이다.
이야기 속에서 주술사는 항상 자연에서의 생존이나 죽음으로 끝날 수 있는 사람들 간의 분쟁 같은 위기에 처한다. 이때 주술사의 역할은 문제를 해결하거나 위기에 의미를 부여하는 것이다. 이들이 사람이나 도구에 비범한 능력을 불어넣는 모습도 보이는데 예를 들면 사냥꾼에게 납치된 주술사가 마법의 끈을 사용하는 장면같은 것이다.
일부 이야기에서는 주술사의 또 다른 면을 서사하는데 주로 예측하기 어려운 행동을 하거나 쉽게 화를 내며 특이한 방식에서 기쁨을 얻는 이들의 모습이다. 어쩌면 이런 묘사는 이들의 신비로운 능력과 자연 및 영혼의 조화에도 불구하고 변덕스럽고 흠이 있는 인간적인 모습을 함께 나타낸 것으로 볼 수도 있다.

오늘날 이누이트 민족의 많은 기독교 개종으로, 인간 세계와 다른 세계를 연결하는 주술사의 자리는 사제 또는 목사 등으로 대체되었다.

## 신

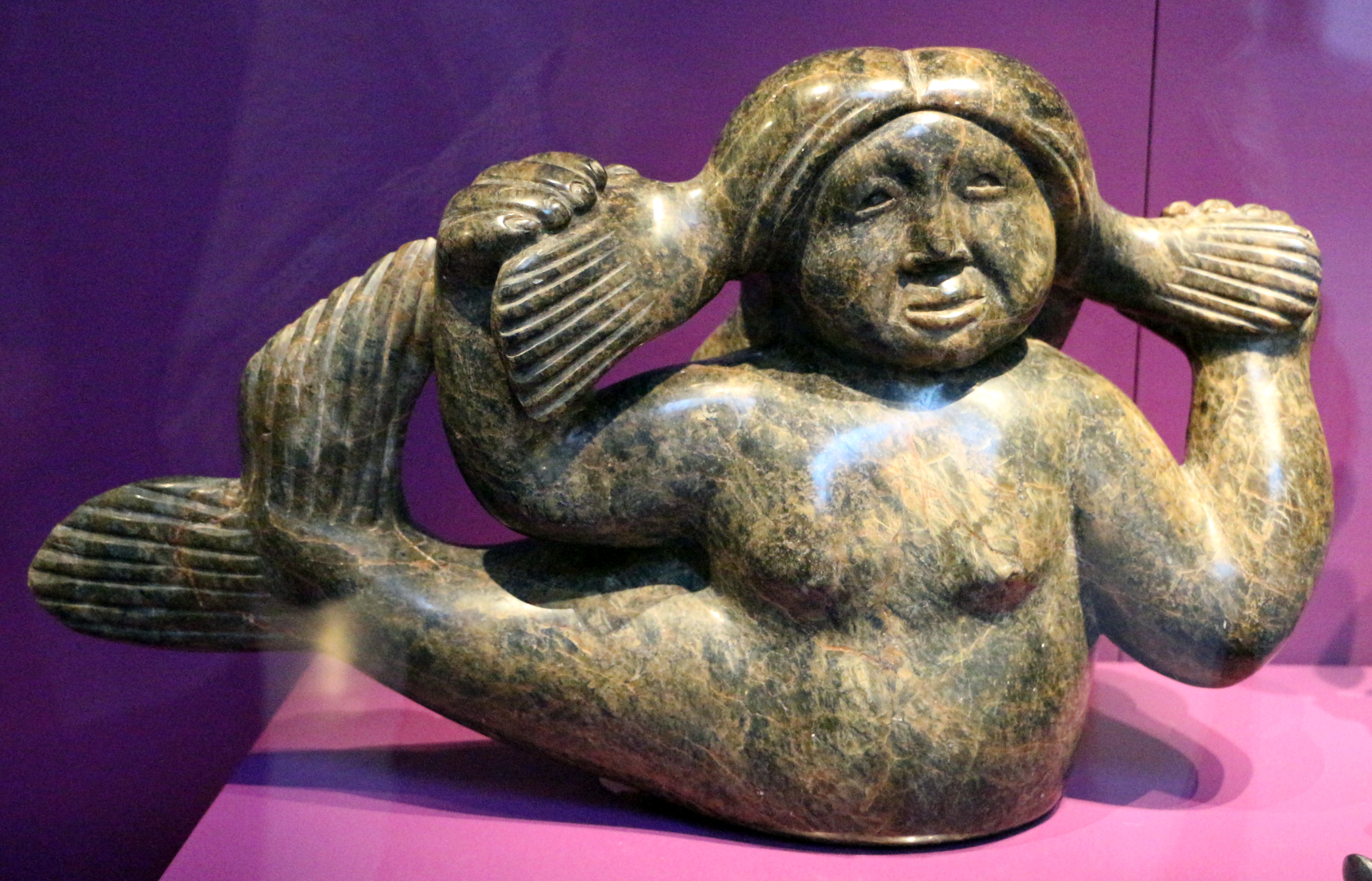
핀란드 국립 박물관에 있는 세드나 조각상

정확하게 말하면 이누이트 신앙에는 신이란 존재는 없다. 이들은 매섭거나, 보이지 않거나, 복수를 하거나, 중재를 하거나, 끔찍한 일을 겪은 사람이었거나 한 존재들이다.
- 아글루릭 (Agloolik) : 배를 뒤집어 엎을 수 있는 바다의 사악한 신. 얼음 아래에 거주하며 방랑자의 사냥과 낚시를 도움
- 아크나 (Akna): 다산의 여신
- 아마고크 (Amaguq) / 아마록(Amarok): 밤에 혼자 사냥하는 어리석은 자들을 데려가는 늑대신
- 앙구타 (Anguta): 죽은 자를 수집하는 신; 1년 동안 잠을 자야하는 지하 세계로 데려감
- 이갈룩 (Igaluk): 달의 신이자 태양의 형제. 하늘을 가로지르며 태양을 쫓음
- 말리나 (Malina): 태양의 여신이자 달의 자매.
- 나누크 (Nanook 또는 Nanuq, Nanuk): 북극곰의 주인
- 핑가 (Pinga) : 사냥, 다산, 약의 여신
- 칼리어테탕 (Qailertetang): 날씨의 정령, 동물의 수호자, 어부와 사냥꾼의 수호자. 세드나의 동반자.
- 세드나 (Sedna 또는 Sanna): 바다 동물의 여주인. 네리빅 (Nerrivik), 아르나캅팔룩 (Arnapkapfaaluk), 아르나쿠아삭 (Arnakuagsak) 및 눌리아죽 (Nuliajuk)을 포함한 많은 이름으로도 알려져 있음
- 실랍 이누아 (Silap Inua) 또는 Sila: 공기의 의인화
- 테케이쳘톡 (Tekkeitsertok): 순록의 주인
- 뿌키네각 (Pukkeenegak): 바느질과 요리를 포함한 가정생활의 여신[12]

## 괴물과 영혼
- 칼루필루이트 (Qallupilluit) 또는 칼루팔릭(Qalupalik): 아이들이 해안에서 돌아다니는 것을 막기위해 어른들이 만든 신화 또는 전설 속 인물이다. 칼루팔릭은 바다에 사는 긴 머리에 녹색 피부, 긴 손톱을 가진 인간 같이 생긴 생물이다. 그들은 아모티(amautiit)를 입으며 부모에게 불순종하거나 혼자 돌아다니는 아이들을 물속으로 데려가 자신의 아이로 입양한다. 칼루팔릭은 독특한 윙윙거리는 소리를 내는데 이들이 가까이 있을 때 이 소리를 들을 수 있다고 한다. 이 이야기는 여전히 학교와 책에서 그리고 가정에서 어른들에 의해 전해지고 있다. 이 신화는 <칼루팔릭>이라는 이름으로 2010년 아메 파팟찌(Ame Papatsie)에 의해 스톱 모션 애니메이션으로 만들어졌다.[13]
- 아키이니 (Ahkiyyini): 해골 영혼
- 소맨 카 (Saumen Kar 또는 Tornit 또는 Tuniit): 이누이트 버전의 빅풋 또는 예티.
- 티쩌루크 (Tizheruk): 뱀 형상 괴물.